# Siedlec (Tarnów)
Pour les articles homonymes, voir Siedlec.
Siedlec est une localité polonaise de la gmina de Radłów, située dans le powiat de Tarnów en voïvodie de Petite-Pologne.